# Station Middlesbrough
Middlesbrough is een spoorwegstation van National Rail in Middlesbrough, Middlesbrough in Engeland. Het station is eigendom van Network Rail en wordt beheerd door First TransPennine Express. Het station is geopend in 1877. Het station is Grade II listed

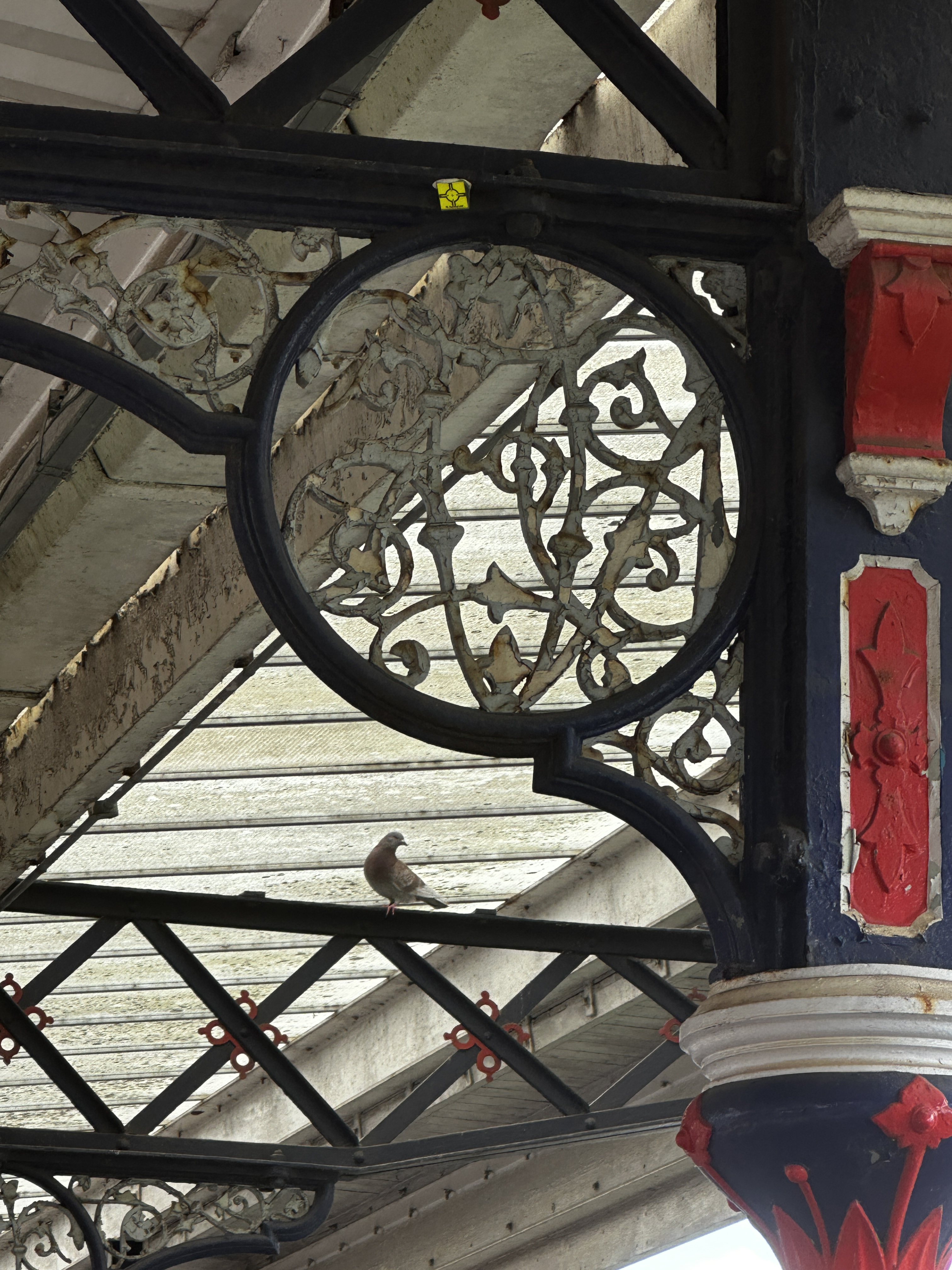
Detail van perronkap